# Ямская (Красноярский край)
Ямская — деревня в Балахтинском районе Красноярского края России. Входит в состав Приморского сельсовета.

## География
Деревня находится на расстоянии 25 км к югу от посёлка городского типа Балахта, административного центра района.

## Население
| 1989 | 2002 | 2010 |
| ---- | ---- | ---- |
| 208  | ↗216 | ↘109 |

### Гендерный состав
По данным переписи населения 2010 года, в деревне проживало 109 человек (56 мужчин и 53 женщины).